# Laura Patch
Laura Patch (* 21. Juni 1980 in London) ist eine britische Schauspielerin.

## Leben
Patch ist für ihre Charakterdarstellungen in der Comedyserie Star Stories bekannt, die von 2006 bis 2008 auf Channel 4 ausgestrahlt wurde. Sie spielte in einigen Filmen, so etwa als Amy Thompson in Ian Rhodes’ Distant Bridges aus dem Jahr 1999, als Mona in Arik Alons Animals von 2003 und als Stacey in Jamie Adams 2015 veröffentlichtem Film Black Mountain Poets. Zu den weiteren Fernsehserien, in denen sie Auftritte hatte, gehören Lexx – The Dark Zone (2002), The Bill (2003, 2006) und Youngers (2013).

## Filmografie
- 1999: Distant Bridges
- 2002: Lexx – The Dark Zone (LEXX, Fernsehserie, eine Folge)
- 2003: Animals
- 2003, 2006: The Bill (Fernsehserie, 2 Folgen)
- 2006: Life Begins (Fernsehserie, eine Folge)
- 2006–2008: Star Stories (Fernsehserie, 15 Folgen)
- 2008: The IT Crowd (Fernsehserie, eine Folge)
- 2009: Ketch! & HIRO-PON Get It On (Fernsehfilm)
- 2012: Being Human (Fernsehserie, eine Folge)
- 2012: Holby City (Fernsehserie, eine Folge)
- 2012: Starlings (Fernsehserie, eine Folge)
- 2012: Straw Donkey (Kurzfilm)
- 2013: Youngers (Fernsehserie, 3 Folgen)
- 2013: Doll & Em (Fernsehserie, eine Folge)
- 2014: Jolene: The Indie Folk Star Movie
- 2014: Girl Power (Kurzfilm)
- 2014: New Tricks – Die Krimispezialisten (New Tricks, Fernsehserie, eine Folge)
- 2015: Black Mountain Poets
- 2016: Feminine Incite (Kurzfilm)
- 2016: BBC Comedy Feeds (Fernsehserie, eine Folge)